# SV Eintracht Trèves 1905
Maillots
Actualités
Le SV Eintracht 1905 Trèves (SVE Trier 05 e.V.) est un club de football allemand crée en 1905 à Trèves (Rhénanie-Palatinat) et qui évolue en Regionalliga Südwest depuis la saison 2024-2025.

## Historique
- 1905 : fondation du club le 11 mars, sous le nom de Trierer Fussball-Club 1905
- 1911 : nouveau nom, Sportverein Trier 05
- 1930 : nouveau nom, Sportverein Westmark Trier 05
- 1946 : nouveau nom, Sportverein Trier 05
- 1948 : fusion avec le SV Eintracht Trier 06 le 11 mars pour devenir le SV Eintracht-Trier 05, 43 ans jour pour jour après sa fondation
- dès 1948 : club en Oberliga Südwest (D1)
- 1962 : relégation en 2. Oberliga Südwest (D2)
- 1963 : passage en Regionalliga Südwest (D2)
- 1973 : relégation en Amateurliga Rheinland (D3)
- 1976 : promotion en 2. Bundesliga Süd (D2)
- 1981 : relégation en Oberliga Südwest (D3)
- 1994 : passage en Regionalliga West/Südwest (D3) alors que l'Oberliga Südwest devient la D4
- 1998 : demi-finaliste de la coupe d'Allemagne. Match perdu contre le MSV Duisbourg (alors en 1.Bundesliga) le 17 février 1998 au terme d'une rencontre épique qui s'est terminée sur une séance de tirs au but exceptionnelle (12 tirs à 11). Le match s'est terminé sur le score nul de un partout grâce à l'égalisation inespérée du club de Trèves (alors en D3) à la 88e minute. Malgré la déception des joueurs et de toute une ville, tout le monde se souvient de la victoire face au Borussia Dortmund, champion d'Europe en titre, et aussi celle contre Schalke 04.
- 2000 : passage en Regionalliga Süd (D3)
- 2002 : accession à la 2. Bundesliga (D2)
- 2005 : relégation en Regionalliga Süd (D3)
- 2006 : relégation en Oberliga südwest (D4)
- Entraineur de la saison 2006-2007 : Adnan Kevric, ancien joueur qui marqua l'histoire du club notamment lors de l'accession en deuxième division au terme de la saison 2001-2002.
- 2009 : victoire 3-1 contre Hannover 96, club de Bundesliga, dans le cadre du DFB-Pokal
- 2011 : victoire 2-1 contre le FC St. Pauli, club de Bundesliga, dans le cadre du DFB-Pokal
- 2017 : relégation en Oberliga Rheinland-Pfalz/Saar (D5)
- 2022 : promotion en Regionalliga Südwest (D4)
- 2023 : relégation en Oberliga Rheinland-Pfalz/Saar (D5)
- 2024 : promotion en Regionalliga Südwest (D4)

### Fondation et fusions successives (1905-1948)
Le Trèves FC a été fondé le 11 mars 1905 et a été renommé en 1911 "Sport-Verein 05 Trèves". À la suite de nombreuses fusions avec plusieurs clubs de la ville de Trèves, le SV Eintracht Trèves 1905 voit le jour le 11 mars 1948 après la Seconde Guerre mondiale à la suite d'une dernière fusion avec le SV Eintracht Trèves 06.

### Des résultats modestes (1948 - 1962)
Dès 1948 (date de sa "fondation"), le club intègre l'Oberliga Südwest, première division allemande de l'époque. Lors de la saison 1952-1953, le club atteint pour la première fois de son histoire les huitièmes de finale de DFB-Pokal mais s'incline face au VfR Wormatia Worms sur le score de quatre buts à un. Le SV Eintracht Trèves 1905 est un club modeste de Oberliga Südwest qui performe régulièrement dans le milieu de tableau du championnat jusqu'en 1962 où le club se voit relégué en Regionalliga Südwest à la suite d'une décevante 15ème place en championnat.

### Le yoyo et l'exploit en DFB-Pokal (1963 - 1998)
C'est à l'issue de la saison 1972-1973 que le club se voit relégué pour la première fois de son histoire en Amateurliga Rheinland, la troisième division allemande. À la suite d'une bonne saison 1975-1976, Trèves retrouve la 2.Bundesliga Süd et se maintient dans cette division jusqu'à l'issue de la saison 1980-1981 où le club retrouve une nouvelle fois l'Oberliga Südwest. Lors de la saison 1985-1986, le club se retrouve pour la deuxième fois de son histoire en huitième de finale de DFB-Pokal mais s'incline en prolongation trois buts à un face au Bayer 04 Leverkusen.
C'est lors de la saison 1997-1998 que Trèves réalise la meilleure performance de son histoire en DFB-Pokal en atteignant la demi-finale de la compétition après avoir élimine respectivement le SpVgg Unterhaching au premier tour, le FC Schalke 04 au second tour, le Borussia Dortmund en huitièmes de finale, qui est le champion d'Europe en titre à l'époque et le SV Waldhof Mannheim en quarts de finale. Lors de la demi-finale, Trèves affronte le MSV Duisbourg, alors en Bundesliga, mais s'incline aux tirs au but (11-10) après un match totalement fou à la suite de l'égalisation à la 88e minute de l'Eintracht.

### Passage au 21ème siècle difficile (depuis 2002)
Le SV Eintracht Trèves 1905 retrouve la 2.Bundesliga lors de la saison 2002-2003 après une seconde place synonyme de montée en 2001-2002. Le club se maintient deux saisons en seconde division avant de descendre à l'issue de la saison 2004-2005. Pire encore, Trèves tombe en Oberliga Südwest la saison suivante après une deuxième relégation d'affilée.
En 2016-2017, l'Eintracht est relégué pour la première fois de son histoire en cinquième division Allemande, l'Oberliga Rheinland-Pfalz/Saar. Le club y reste durant deux saisons avant de retrouver la Regionalliga Südwest, mais se retrouve une nouvelle fois relégué. En 2023-2024, Trèves termine champion d'Oberliga Rheinland-Pfalz/Saar et remonte une nouvelle fois en Regionalliga Südwest.

## Palmarès
Le tableau suivant récapitule les performances du SV Eintracht Trèves 1905 dans les différentes compétitions officielles allemandes.
| Compétitions nationales                                                                                          | Compétitions régionales                      |
| --- | -------------------------------------------- |
| - 2.Bundesliga - Meilleure performance : 7e en 2003 - DFB-Pokal - Meilleure performance : Demi-finaliste en 1998 | - Oberliga Südwest - Champion : 1988 et 1989 |

## Soutien et image

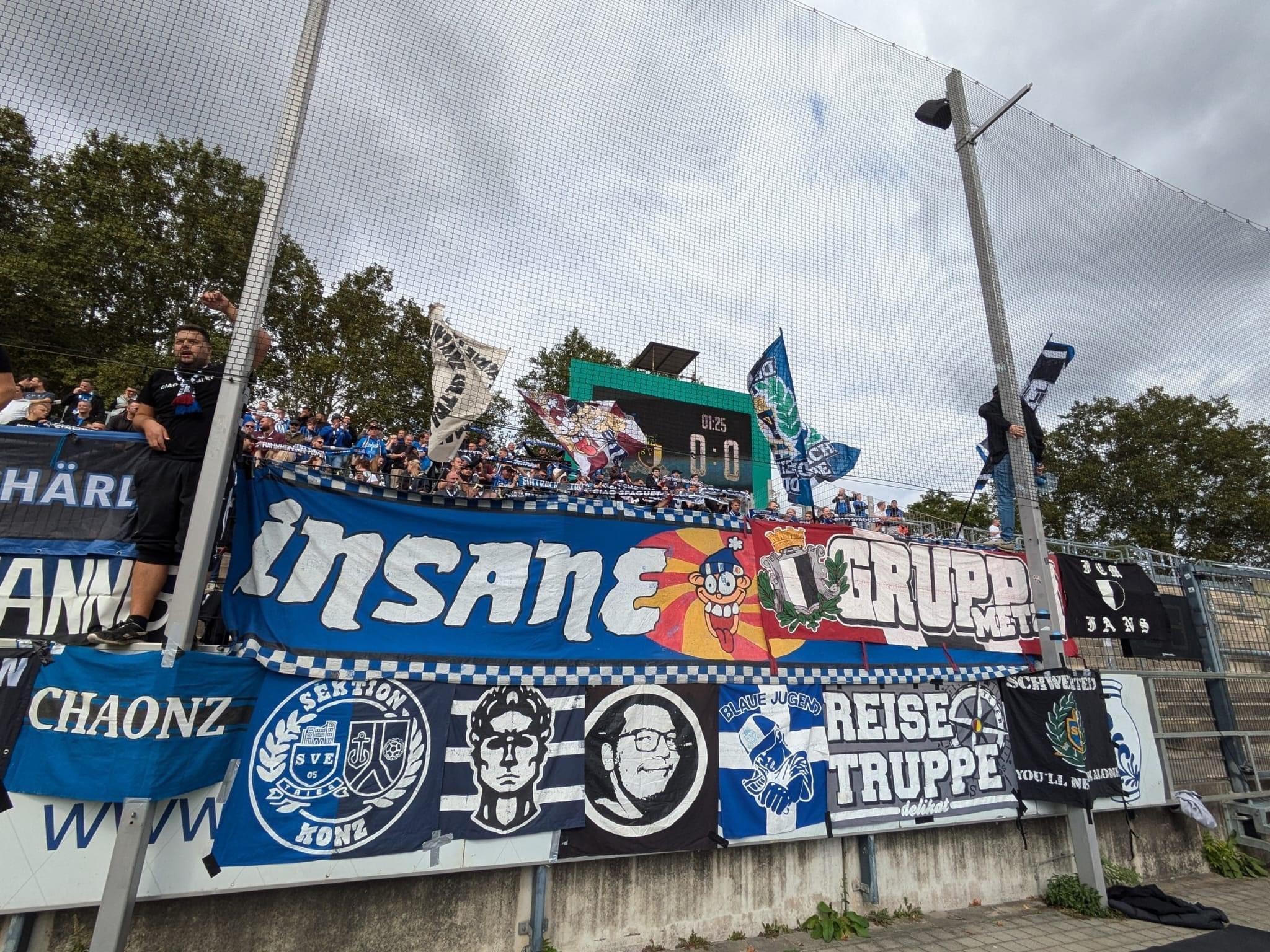
Les "Insane Ultras" avec la "Gruppa Metz" lors d'un match en 2024.

Certains supporters de Trèves et certains supporters de la tribune Ouest du FC Metz sont liés d'amitiés depuis 2009. Les Messins, qui cherchaient une amitié en Allemagne, ont découvert Trèves, alors en Regionalliga Südwest, lors d'un match contre le Bayer 04 Leverkusen II. Il est fréquent de voir des bâches de la "Gruppa Metz" et des "Insane Ultra" ensemble lors de matchs des clubs respectifs .
De plus, depuis 2011, les "Insane Ultra" ont également une amitié officielle avec les Suisses de Fribourg-Gottéron, club de hockey de Fribourg. Les liens existent en particulier avec les "Fribourg Boys" (dissous en 2012), par la suite avec les "Fribvrgensis" et dernièrement avec les "Fanatics". Plusieurs fois par années, des cars remplis d'ultras font le chemin dans un sens ou dans l'autre, sans compter les innombrables visites en comités plus réduits, à domicile comme à l'extérieur.

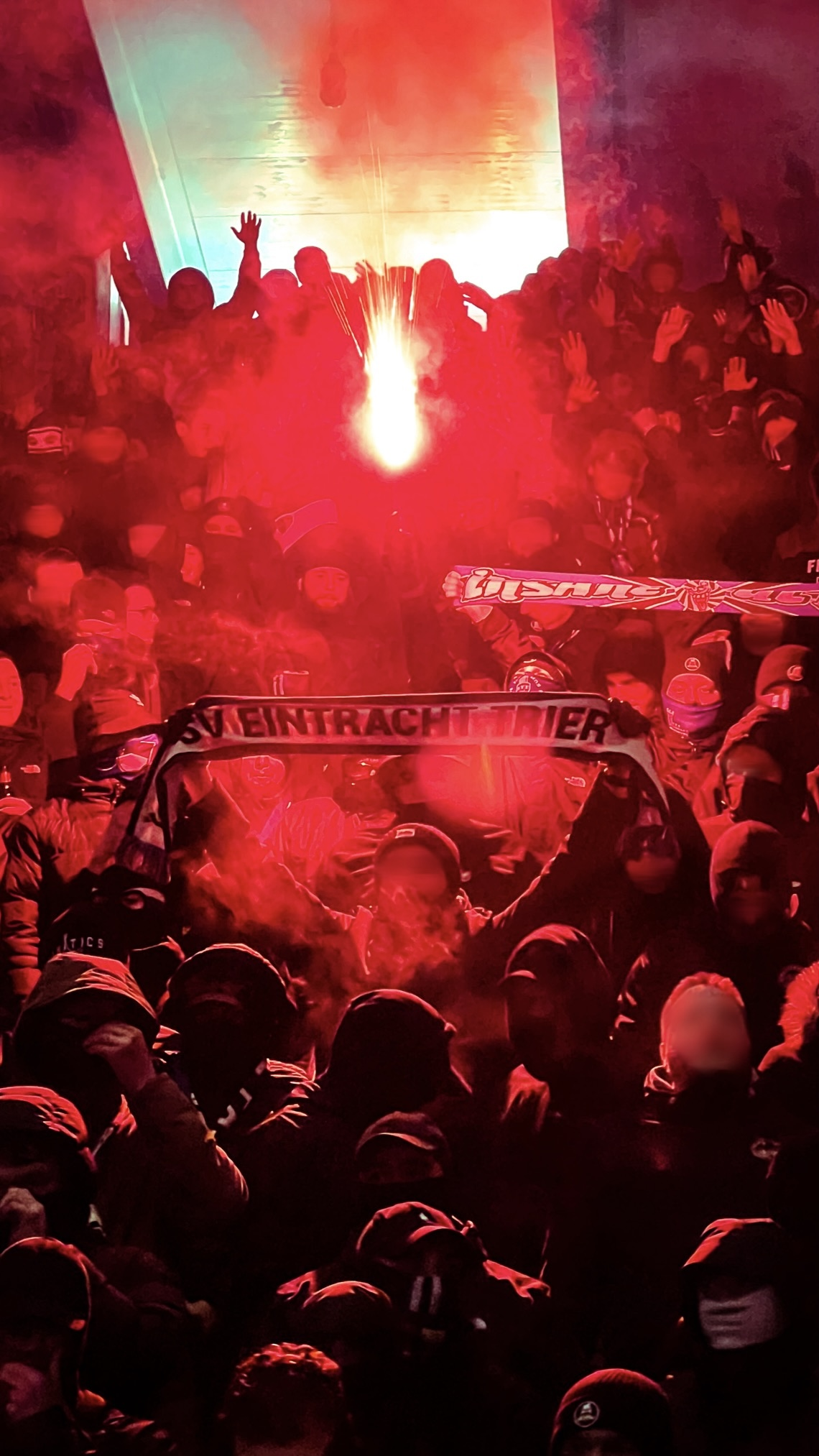
De nombreux fans de Trier avec les Fribvrgensis et Fanatics lors d'un déplacement à Berne, pour le derby des Zaehringen, en 2023

## Identité du club

### Couleurs
Les couleurs historiques de l'Eintracht sont le bleu et le noir, le jaune arrive par la suite sur le nouveau logo que le club utilise encore actuellement.

### Logo

Le logo du SV Eintracht Trèves 1905 incorpore le monument le plus célèbre de Trèves, la Porta Nigra, une ancienne porte romaine  qui se trouve encore dans la plus ancienne ville d'Allemagne.

## Infrastructures du club

### Stade

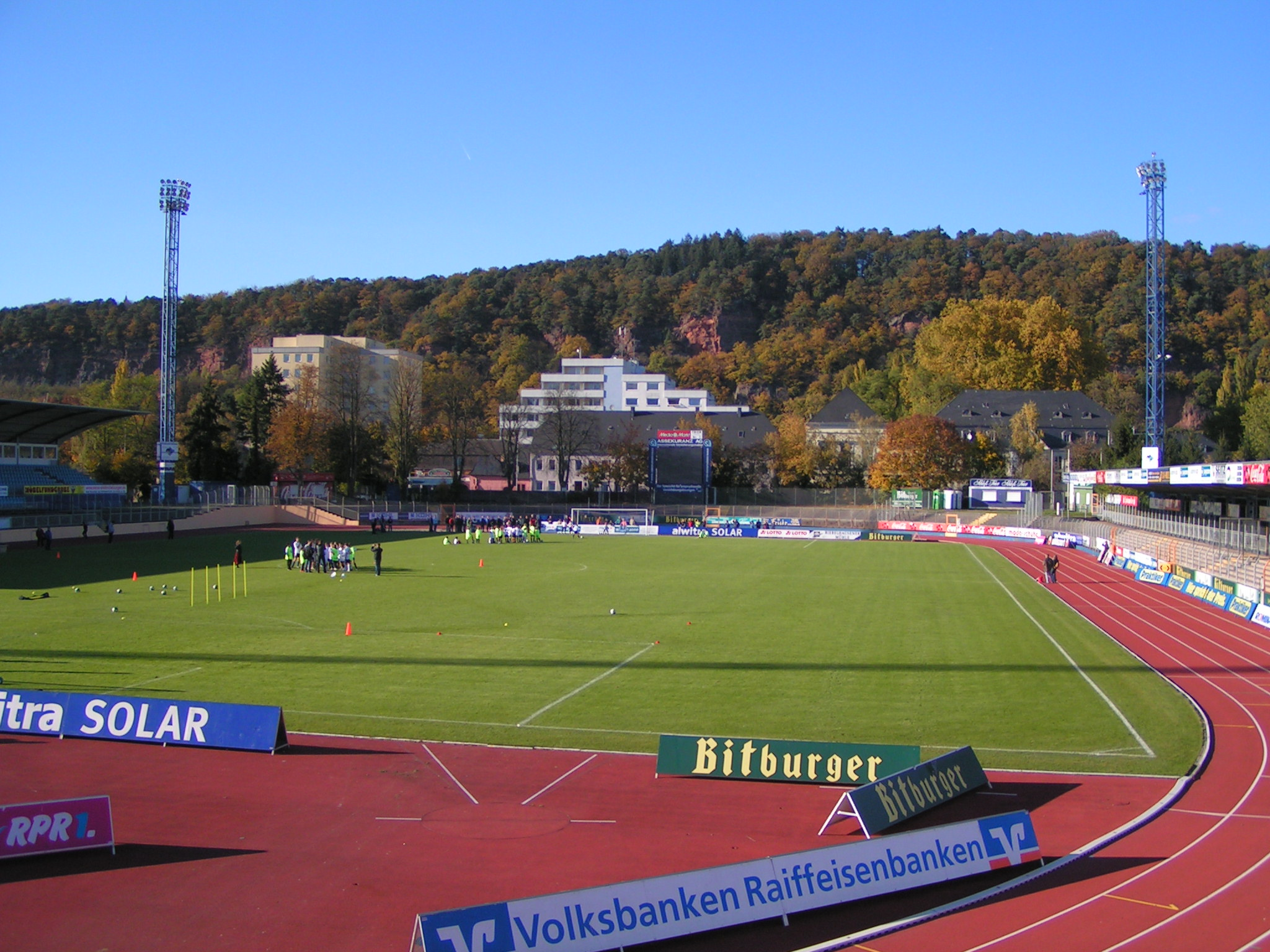
Vue de la pise d'athlétisme et du stade en 2007

Depuis 1930, le SV Eintracht Trèves 1905 dispute ses matchs à domicile au Moselstadion  de Trèves. Le stade se situe dans le quartier nord de la ville.

## Anciens joueurs
Joueurs internationaux passés par le club :
- Svend Andresen (en)
- Anton Weissenbacher (en)
- Ilham Mammadov (en)
- Zoran Mamić
- David Zdrilic
- Joseph Aziz (en)
- Petar Divić
- Josephus Yenay (en)
- Jésus Sinisterra (en)
- Marijo Marić (en)
- Najeh Braham
- Mehmet Dragusha (en)
- Lawrence Adjei (en)
- David Siradze
- Dario Krešić
- Jason Thayaparan (en)
- Eldin Dzogovic

(par année de naissance)